# Събхюмънс
Subhumans (чете се Събхюмънс) е анархо-пънк група създадена в Троубридж (Trowbridge), Великобритания през 1980 г.
Групата прави демо-запис през 1981 г., който е чут от членовете на друга ъндърграунд пънк група – Flux Of Pink Indians. Те са толкова впечатлени, че решават веднага да запишат албум в тяхната създадена звукозаписна компания „Spiderleg Records“. Скоро след това Subhumans създава и своя малка компания наречена „Bluurg Records“, където продължава дейността си.
След разделянето на Subhumans, вокалистът Дик Лукас (Dick Lucas) създава и други пънк групи, като Culture Shock и Citizen Fish.
До 2006 г. членовете на Subhumans се събират понякога отново, за да правят турнета, най-вече в САЩ.

## Дискография
- „Demolition War“ (EP, Spiderleg Records 1981)
- „Reasons for Existence“ (EP, Spiderleg Records 1982)
- „Religious Wars“ (EP, Spiderleg Records 1982)
- „Wessex ’82“ (EP, Bluurg Records 1982) – with the Pagans, Organized Chaos, A Heads
- The Day the Country Died (LP, Spiderleg Records 1983)
- „Evolution“ (EP, Bluurg Records 1983)
- „Time Flies But Aeroplanes Crash“ (12" EP, Bluurg Records 1983)
- From the Cradle to the Grave (LP, Bluurg Records 1984)
- „Rats“ (EP, Bluurg Records 1984)
- Worlds Apart (LP, Bluurg Records 1985)
- EP-LP (LP, re-issue of first four EPs, Bluurg Records 1985)
- 29:29 Split Vision (LP, Bluurg Records 1986)
- Time Flies + Rats (LP, „Rats“ and „Time Flies“ EPs re-issued together, Bluurg Records 1990)
- Unfinished Business (CD, unreleased old tracks, recently recorded, Bluurg Records 1998)
- Birmingham Foundry (VHS video, live at Birmingham Foundry, Barn End 1998)
- Angry Songs and Bitter Words track on compilation album (cover version of Tube Disasters (Flux of Pink Indians)) (Ruptured Ambitions Records) (2003)
- Live In A Dive (CD/LP, Fat Wreck Chords 2004)

## Състав
- Дик Лукас (вокал, текстове, понякога пиано)
- Грант Джексън (бас 1980 – 1983)
- Брус (китара)
- Троцки (барабани)
- Фил (бас от 1983)